# Traité de Loudun
Ne doit pas être confondu avec la paix de Loudun signée le 3 mai 1616 entre Marie de Médicis et le prince de Condé.
Vernon (1371) Bruges (1375)
Le traité de Loudun, signé le 1er décembre 1372, met fin à la campagne de reconquête du Poitou par les troupes du roi de France Charles V. Ces terres avaient été concédées au roi d'Angleterre avec le tiers du territoire du royaume de France au traité de Brétigny, qui avait consacré la victoire anglaise dans la première phase de la guerre de Cent Ans.

## Contexte

La reconquête par Charles V des territoires concédés au traité de Brétigny.
Domaine royal
Apanages des frères du roi
Comté de Foix-Béarn autonome
Bretagne alliée aux anglais
Possessions de Charles de Navarre allié des Anglais
- Chevauchée de Lancastre en 1369
- Chevauchée de Robert Knowles en 1370
- Chevauchée de Lancastre en 1373

Depuis le début de la reconquête, des frères du roi c'est en premier lieu Louis d'Anjou qui est en première ligne pour les opérations militaires, puis Jean de Berry et leur cousin Louis de Bourbon. Philippe le Hardi a un rôle plus effacé. Cependant il prend part directement aux opérations de reconquête du Poitou, lié par des intérêts économiques à l'Angleterre où la région exporte son sel. Les barons poitevins ont massivement choisi le parti anglais et il faut une campagne militaire lourde pour la faire revenir dans le giron royal.
La campagne pour la reconquête du Poitou, de l'Aunis, de la Saintonge et de l'Angoumois commence aussitôt après la bataille de La Rochelle où la flotte castillane coule une bonne partie de la flotte anglaise, privant la Guyenne de soutien logistique. L'armée royale assiège la forteresse de Saint-Sévère, qui capitule le 31 juillet. Pendant ce temps, Moncontour est repris, puis Poitiers ouvre ses portes à Du Guesclin le 7 août.
Les forces françaises progressent le long de la côte, vers le sud. Le captal de Buch est capturé le 23 août alors qu'il allait secourir Soubise assiégée : son armée est interceptée par la flotte galloise et castillane qui remonte la Charente. Les îles de Ré et d'Oléron font leur soumission le 26 août, mais les barons poitevins restent fidèles aux Anglais et se retranchent dans Thouars. Philippe le Hardi et Jean de Berry arrivent alors avec des renforts rendant intenable la situation des Poitevins.
Du Guesclin continue à progresser le long du littoral jusqu'à la Rochelle, qui est prise le 8 septembre. Ainsi isolées, les villes se rendent tour à tour : Angoulême (la capitale du prince Noir) et Saint-Jean-d'Angély le 20 septembre, Saintes le 24.

## Le traité
Les négociations de reddition sont menées par Philippe le Hardi et Jean de Berry, qui est comte de Poitiers. Ils obtiennent que les seigneurs poitevins prêtent serment de fidélité au roi de France le 1er décembre 1372 en l'église des Frères mineurs de Loudun. Par ce traité, tous les anciens privilèges et libertés du pays du temps de Saint Louis (le souverain de référence à l'époque) et de son frère Alphonse de Poitiers sont solennellement confirmés. Louis d'Harcourt, neveu de Geoffroy d'Harcourt qui fut un allié très dangereux des Anglais au début de la guerre de Cent Ans, signe un traité séparé.